# Sour
Sour је дебитантски студијски албум америчке кантауторке, Оливије Родриго. Објављен је 21. маја 2021. за Geffen Records. Албум су написали Родригова и њен продуцент, Ден Нигро, док је снимљен у изолацији током затварања поводом пандемије ковида 19. Првобитно планиран као EP, Родригова је проширила Sour на дугометражни албум након виралног успеха њеног дебитантског сингла, „Drivers License”.
Под утицајем омиљених жанрова и кантаутора Родригове, Sour је првенствено поп албум који се протеже од енергичних поп панк песама до бедрум поп балада. Тема албума је усредсређена на адолесценцију, неуспелу љубав и бол у срцу. Изјавила је да албум истражује њене страхове и открића када је имала 17 година, а назив се односи на „киселе” емоције које млади људи доживљавају, али су често критиковани због њих, као што су бес, љубомора и туга.
Три сингла претходила су објављивању албума, док су се сви нашли на најбоља три места америчке листе,  100. „Drivers License”, водећи сингл, нашао се на врху листе и донео Родриговој мејнстрим популарност. Уследила је песма „Deja Vu”, која је достигла 3. место, и „Good 4 U”, друга песма с албума која се нашла на врху листе. То је Родригову учинило првим извођачем у историји који је дебитовао са своја прва три сингла у првих 10 листе Hot 100, а Sour првим дебитантским албумом у историји који је изнедрио два сингла која су дебитовала на првом месту. Албум је оборио рекорд на Spotify-у за најстримованији албум женског извођача током прве седмице. Нашао се на врху топ-листа у неколико земаља, укључујући амерички Billboard 200. „Traitor”, пре него што је постао четврти сингл, заузео је девето место на листи Hot 100 као четврта песма са албума међу најбољих 10. Sour је био један од најпродаванијих албума 2021. године.
Sour је добио позитивне критике по објављивању; критичари су га сматрали солидним деби албумом, наглашавајући музичку разноврсност, реалистичне текстове и привлачност генерацији Z. Разне публикације су га уврстиле међу најбоље албуме 2021, укључујући Billboard и Rolling Stone који су албум поставили на прво место својих листа. На 64. додели награда Греми, Sour је номинован за албум године и поп вокални албум, док је „Drivers License” номинован за плочу године, песму године и најбољу поп соло изведбу, а Родригова за најбољег извођача године. Албум допуњују концертни филм Sour Prom на YouTube-у и документарац Driving Home 2 U на Disney+-у. Од 2. априла 2022. Родригова би требало да крене на своју прву концертну турнеју, Sour Tour.

## Списак песама
Заслуге прилагођене белешкама на албуму. Све песме је продуцирао Дан Нигро, осим тамо где је наведено.
| №               | Назив           | Аутор(и)                              | Продуцент(и)      | Трајање |  |
| 1.              |                 | Оливија Родриго Данијел Нигро         |                   | 2.23    |  |
| 2.              |                 | Rodrigo Nigro                         |                   | 3.49    |  |
| 3.              |                 | Родриго Нигро                         |                   | 4.02    |  |
| 4.              |                 | Родриго Тејлор Свифт Џек Антоноф      | Нигро Родриго [a] | 2.43    |  |
| 5.              |                 | Родриго Нигро Свифт Антоноф Ени Кларк |                   | 3.35    |  |
| 6.              |                 | Родриго Нигро Хејли Вилијамс Џош Фаро | Нигро [a]         | 2.58    |  |
| 7.              |                 | Родриго                               | Нигро Родриго [a] | 3.22    |  |
| 8.              |                 | Родриго                               |                   | 2.55    |  |
| 9.              |                 | Родриго Нигро Кејси Смит              | Нигро [b]         | 2.53    |  |
| 10.             |                 | Родриго Нигро                         |                   | 2.32    |  |
| 11.             |                 | Родриго нигро                         |                   | 3.29    |  |
| Укупно трајање: | Укупно трајање: | Укупно трајање:                       | Укупно трајање:   | 34.41   |  |

| №               | Назив           | Трајање |  |
| 12.             | (музички спот)  | 4.07    |  |
| 13.             | (музички спот)  | 3.51    |  |
| 14.             | (музички спот)  | 3.18    |  |
| 15.             | (музички спот)  | 2.53    |  |
| Укупно трајање: | Укупно трајање: | 48.50   |  |

| №  | Назив                       | Редитељ(и)       | Трајање |  |
| 1. | (музички спот)              | Метју Дилон Коен | 4.07    |  |
| 2. | (иза кулиса)                |                  | 3.02    |  |
| 3. | (музички спот)              | Али Авитал       | 3.52    |  |
| 4. | (иза кулиса)                |                  | 3.27    |  |
| 5. | (музички спот)              | Петра Колинс     | 3.19    |  |
| 6. | (иза кулиса)                |                  | 4.13    |  |
| 7. | (музички спот)              | Оливија Би       | 3.58    |  |
| 8. | (музички спот)              | Колинс           | 2.54    |  |
| 9. | (Спот са посебним наступом) |                  |         |  |